# Sargent Shriver
Pour les articles homonymes, voir Shriver.
Robert Sargent « Sarge » Shriver, Jr., né à Westminster (Maryland) le 9 novembre 1915 et mort à Bethesda dans le même État le 18 janvier 2011, est un juriste, diplomate et homme politique démocrate américain.
Sargent Shriver est surtout connu pour son association avec la famille Kennedy et comme l'un des fondateurs — et le premier directeur — du Peace Corps. Il a été le candidat malheureux du Parti démocrate à la vice-présidence des États-Unis lors de l'élection présidentielle de 1972.
Il est par ailleurs le beau-frère du président John Fitzgerald Kennedy et le beau-père de l'acteur et homme politique Arnold Schwarzenegger.

## Biographie

### Formation et ascension sociale (1915–1960)
Né en 1915 dans une ancienne famille catholique du Maryland, Sargent Shriver passe sa scolarité à New Milford dans le Connecticut. Son père, banquier, ayant perdu une grande partie de sa fortune lors de la Grande Dépression, il doit travailler pour financer ses études. Entré en 1934 à Yale, il y fait partie de la fraternité Delta Kappa Epsilon et de la société secrète estudiantine Scroll and Key. Sorti diplômé Bachelor of Laws de la faculté de droit de cette prestigieuse université en 1941, il se destine à une carrière d'homme de loi.
La même année, il s'engagea par patriotisme dans la marine pendant la Seconde Guerre mondiale, malgré son opposition initiale à l'entrée en guerre des États-Unis (la famille Shriver est d'origine allemande) et sa participation à la fondation de l'organisation pacifiste America First. Servant comme artilleur sur le South Dakota, il prend part aux batailles de Santa Cruz et de Guadalcanal en 1942. En 1945, il sert dans le sous-marin Sand Lance.
Après la guerre, pendant laquelle il a obtenu le grade de lieutenant, il travaille tout d'abord pour un cabinet d'avocat à New York et, brièvement, pour le magazine Newsweek avant d'être engagé en 1946 par l'agence new-yorkaise d'une firme appartenant au millionnaire Joe Kennedy. C'est à cette occasion qu'il se lie avec la famille de son patron, qui lui confie en 1948 la gestion du Merchandise Mart de Chicago. Le 23 mai 1953, Shriver épouse une des filles de Joe Kennedy, Eunice, et entre ainsi dans le puissant « clan Kennedy ».

### Au service de la Maison-Blanche (1961–1970)

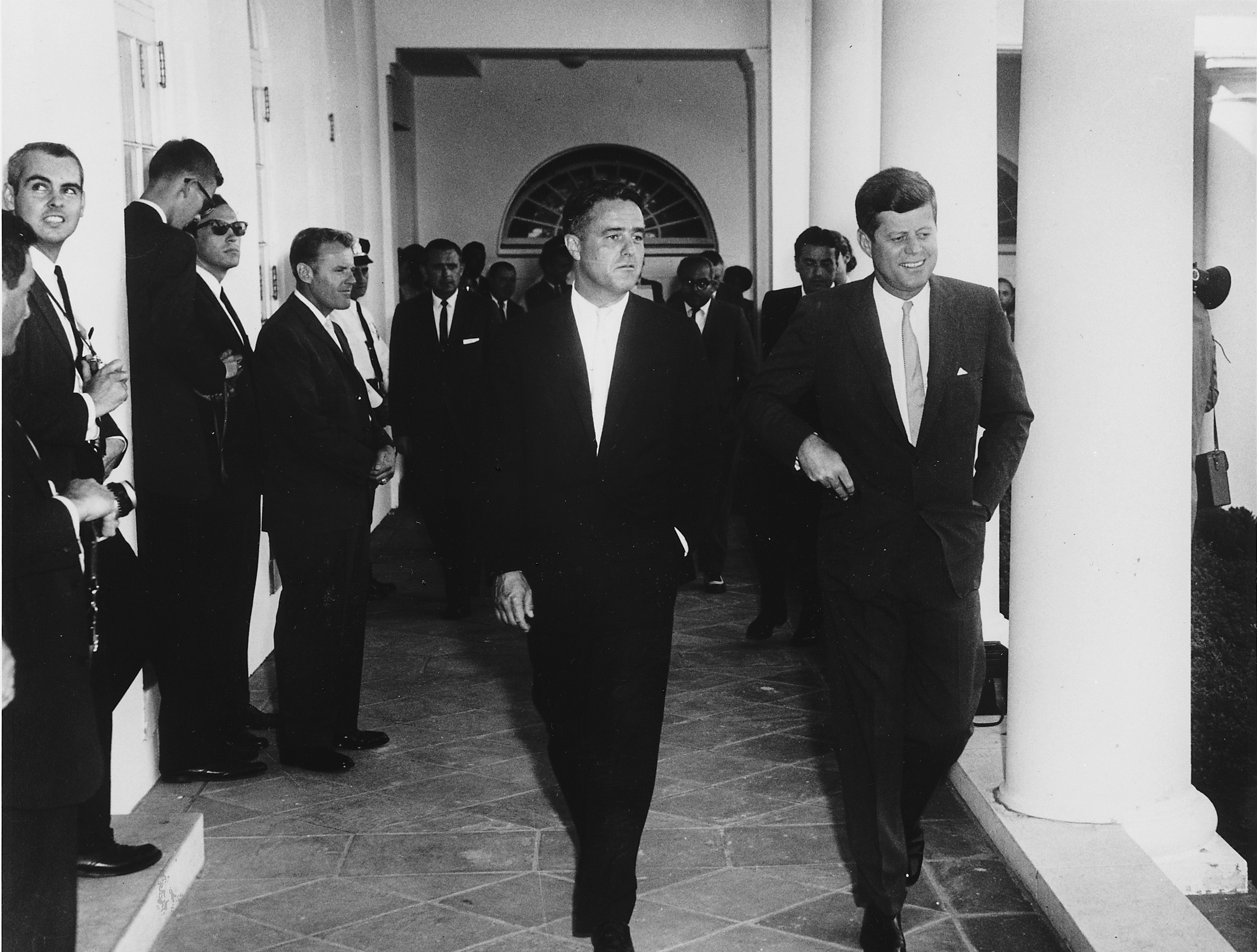
Sargent Shriver et John Fitzgerald Kennedy, le 28 août 1961.

En 1960, lors des primaires démocrates, il soutient son beau-frère John Fitzgerald Kennedy (JFK), dont il est le directeur de campagne dans plusieurs États. Après l'investiture de JFK par le Parti démocrate, Shriver continue à conseiller le candidat à l'élection présidentielle. Ainsi, au mois d'octobre, il contribua (avec Harris Wofford) à le convaincre d'appeler la femme de Martin Luther King après l'arrestation de ce dernier lors d'une manifestation, puis d'obtenir la libération du pasteur. Cette marque de soutien au mouvement des droits civiques permet au ticket démocrate de gagner de nombreuses voix d'électeurs afro-américains.
Pendant la campagne, JFK reprend un projet d'Hubert Humphrey visant à créer une agence de Corps de la Paix (Peace Corps) qui serait chargée, dans un contexte de guerre froide, de mener des actions de coopération avec le Tiers-monde en donnant ainsi une meilleure image à l'action internationale des États-Unis.

Élu président, JFK crée cette agence quelques mois après son entrée en fonction et en confie la direction à Sargent Shriver, qui avait travaillé à en définir l'organisation lors de la campagne. Occupant ce poste pendant cinq ans (1961-66), Shriver parvient à réunir plus de 14 500 volontaires et à lancer des programmes de coopération dans 55 pays.
Shriver joue également un rôle important au début du mandat de Kennedy en l'aidant à choisir les membres de son administration.
Resté à son poste après l'assassinat de JFK, Shriver a de bons rapports avec le président Johnson, qui songe à faire de lui son vice-président. Conseiller du nouveau président, Shriver contribue à la politique sociale progressiste de l'administration démocrate. Comptant parmi les chevilles ouvrières de la « guerre contre la pauvreté » lancée par Johnson en 1964, il dirige le bureau des Opportunités économiques (1964-68) et participe au lancement de nombreux programmes gouvernementaux (comme Head Start en 1965).
En 1968, Shriver est nommé ambassadeur des États-Unis en France, où il contribua à renforcer l'amitié franco-américaine, mise à mal depuis plusieurs années par la politique du général de Gaulle. Acteur des discussions préalables aux accords de paix de Paris dès 1968, il organise l'année suivante la visite du président Nixon en France puis, en 1970, la visite du président Pompidou à Washington.
De retour aux États-Unis en 1970, il s'associa l'année suivante à plusieurs avocats d'affaires au sein du grand cabinet international Fried, Frank, Harris, Shriver & Jacobson (en).

### Ambitions politiques (1970–1976)
Au début des années 1970, Shriver a des ambitions politiques et passe pour un nouveau présidentiable du clan Kennedy, surtout depuis que l'avenir politique de son beau-frère Ted Kennedy a été sérieusement compromis par l'accident de Chappaquiddick. Une partie du clan reproche cependant à Shriver de ne pas avoir accepté de démissionner de son poste d'ambassadeur pour pouvoir rejoindre l'équipe de campagne de Bobby en 1968 et d'avoir même conservé cette place après l'élection du républicain Nixon. Ces reproches ont d'ailleurs dissuadé Hubert Humphrey, choisi comme candidat des démocrates après l'assassinat de Bobby, de prendre Shriver pour colistier. La veuve de Bobby, Ethel, s'est ensuite opposée aux visées de Sargent sur le siège de son défunt mari au Sénat.
En quête d'un premier mandat électif, Sargent Shriver envisage en 1970 de briguer le poste de gouverneur du Maryland, avant de devoir y renoncer face à l'avance dans les sondages du sortant démocrate Marvin Mandel. En 1964, il avait déjà connu une situation semblable : alors intéressé par le poste de gouverneur de l'Illinois, il n'avait pu obtenir le soutien de l'influent maire de Chicago, Richard Daley.
Il accepte cependant de faire campagne en faveur de 80 candidats démocrates lors des élections de mi-mandat de 1970.

#### Campagne présidentielle de 1972

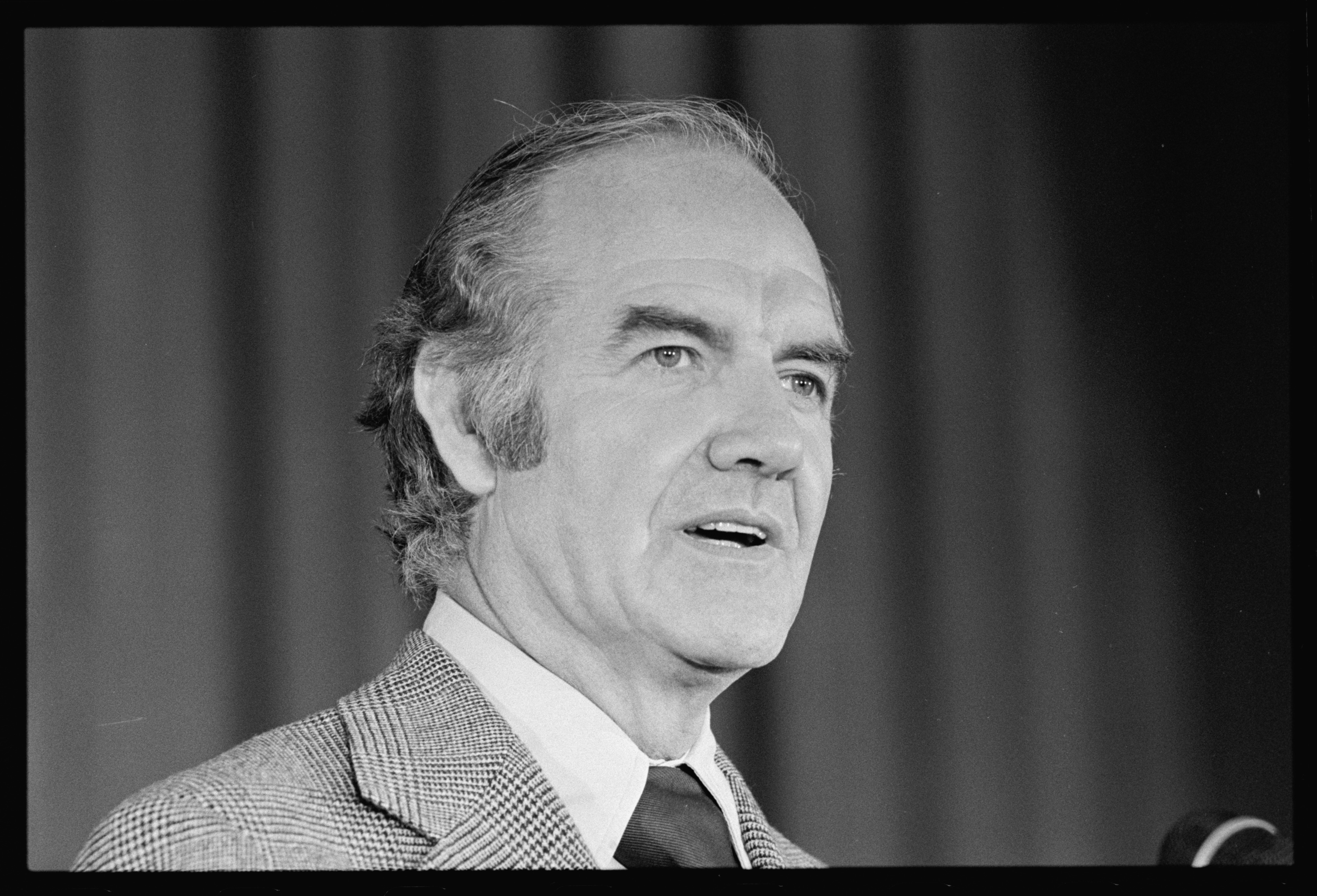
George McGovern, candidat démocrate à la présidence des États-Unis en 1972.

En 1972, Shriver  est désigné comme candidat démocrate à la vice-présidence, en remplacement de Thomas Eagleton qui a été discrédité par la révélation d'antécédents psychiatriques. Dans sa quête d'un remplaçant, le candidat à la présidence George McGovern avait d'abord contacté Hubert Humphrey puis Edmund Muskie avant de proposer le poste à Sarge.
Affaibli par les divisions du parti, par les valeurs morales très libérales attribuées à McGovern et par le scandale Eagleton, le tandem démocrate subit un sévère échec face au ticket républicain sortant dirigé par Richard Nixon : McGovern et Shriver ne remportent qu'un État (et le district de Columbia) et seulement 17 grands électeurs, contre les 49 États et les 520 grands électeurs gagnés par Nixon, qui est ainsi réélu.
Une certaine maladresse ainsi que les manières bourgeoises de Shriver, radicalement opposées à la communication très populaire de Nixon, ont également été mises en cause, comme en témoigne une anecdote qui aurait eu lieu pendant la campagne, à Boston (d'autres versions de cette anecdote la situent à Youngstown dans l'Ohio ou à Chicago). Accompagné du représentant démocrate du Massachusetts Tip O'Neill, le candidat à la vice-présidence se serait rendu dans un bar fréquenté par des travailleurs. O'Neill lui ayant conseillé de payer une tournée pour gagner la sympathie des nombreux clients présents, Shriver aurait lancé : « Barman, c'est ma tournée ! Une bière pour tout le monde ... et, pour ma part, je prendrai un Courvoisier avec un zeste de citron ».

#### Campagne présidentielle de 1976

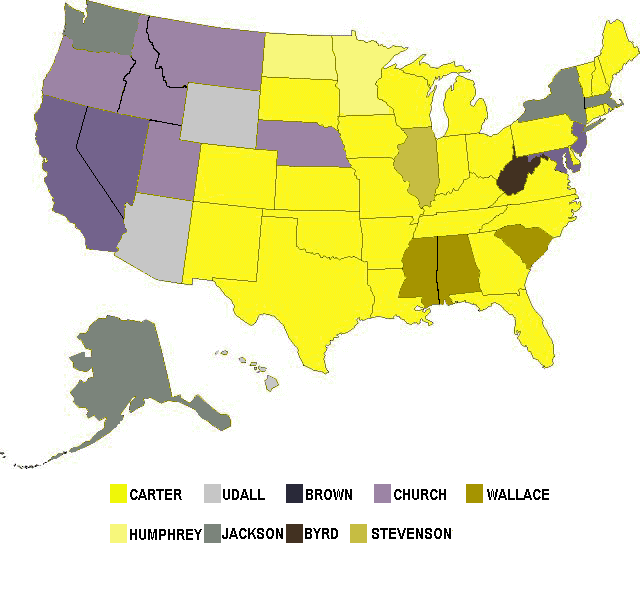
Résultats des primaires du Parti démocrate : Shriver ne remporta aucun État et retira sa candidature entre le 17 et le 22 mars.

Encouragé par Cyrus Vance et assuré de la neutralité de Ted Kennedy, Shriver se déclare candidat à la présidence en septembre 1975, en se présentant comme le « candidat du peuple ». Ses convictions en matière de droits civiques (il est favorable à la mixité ethnique à l'école, même s'il se montre réservé quant au busing, jugeant le procédé « contreproductif » dans certaines situations) lui valent d'être soutenu par des personnalités afro-américaines telles que Roosevelt « Rosey » Grier et Arthur Ashe. D'autres célébrités, telles que les acteurs Paul Newman, James Caan, Carol Channing et Cloris Leachman, le chanteur Neil Diamond, l'écrivain Kurt Vonnegut, ou encore le dirigeant de club sportif Arthur Rooney, se joignent à son comité de soutien. En octobre, Sarge annonce qu'il pourrait choisir une femme comme colistière (il faut attendre 1984 pour qu'un des deux grands partis propose la candidature d'une femme à la vice-présidence des États-Unis).
Sargent Shriver soumet ainsi sa candidature aux primaires du Parti démocrate en janvier 1976. Il est notamment soutenu par les femmes du clan Kennedy, dont sa belle-mère Rose Fitzgerald Kennedy, Joan Kennedy (l'épouse de Ted), Ethel (la veuve de Bobby), et Jackie Onassis (la veuve de JFK). Revendiquant l'héritage politique du président Kennedy et tenant un discours économique et social très interventionniste (il propose de multiplier les emplois publics dans l'action sociale), Shriver se distingue cependant des autres « libéraux » par son opposition à l'avortement. Doté d'une expérience gouvernementale incontestable mais n'ayant jamais été élu (sauf à la commission scolaire de Chicago en 1955), Sarge est en concurrence avec des gouverneurs et des sénateurs forts de leurs bastions électoraux.

Largement devancé par Jimmy Carter et n'ayant remporté aucun État (et seulement 11 délégués), il se retire assez rapidement de la course à l'investiture. Laissant ses délégués libres de choisir un autre candidat, il apporte son soutien au gouverneur de Californie Jerry Brown. Ce dernier finit cependant troisième, derrière Morris Udall et très loin derrière Jimmy Carter.
Élu président, Carter propose à Shriver le poste d'ambassadeur des États-Unis en U.R.S.S. Mettant en avant un risque de conflit d'intérêts (probablement lié aux activités de la firme Fried Frank (en) dont il est un des associés), Sargent Shriver décline l'offre.

### Retraite politique et œuvres sociales (1976–2011)
Progressivement retiré de la vie politique après son échec de 1976, Sargent Shriver continue cependant à soutenir de nombreuses causes.
À partir de 1978, il contribua au dialogue interreligieux en organisant des « Trialogues » entre chrétiens, juifs et musulmans. En 1984, il est élu président du comité directeur des Jeux olympiques spéciaux créés par son épouse Eunice Kennedy Shriver. En 1993, il fonda le Shriver Center, un département de l'université du Maryland consacré aux sciences sociales et à l'amélioration des politiques urbaines. Son engagement lui vaut d'être décoré, en 1994, de la plus haute distinction civile américaine, la médaille présidentielle de la Liberté.
Sargent Shriver souffrait de la maladie d'Alzheimer depuis 2003. « Pro-vie » et catholique pratiquant, il est opposé à l'euthanasie.
Il meurt le 18 janvier 2011 à 95 ans.

## Famille
Sargent Shriver et Eunice Kennedy, mariés le 23 mai 1953 en la cathédrale Saint-Patrick de New York, ont eu cinq enfants :
- Robert, dit « Bobby » (né en 1954), avocat, journaliste, producteur et membre démocrate du conseil municipal de Santa Monica ;
- Maria (née en 1955), renommée par son métier de journaliste télévisé, et surtout par son mariage avec Arnold Schwarzenegger, acteur et gouverneur républicain de Californie ;
- Timothy (né en 1959), enseignant et CEO des Jeux olympiques spéciaux ;
- Mark (né en 1964), membre de la chambre basse du Maryland (1995-2003), vice-président de l'ONG Save the Children ;
- Anthony (né en 1965), fondateur d'une organisation en faveur des handicapés mentaux, Best Buddies International.